# 제49회 골든 글로브상
제49회 골든 글로브상은 1991년 상영된 영화 중 가장 뛰어난 영화를 수상하기 위해 1992년 1월에 열린 시상식이다. 미국,캘리포니아/비버리 힐튼 호텔에서 개최되었다.

## 수상 및 후보

### 세실 B. 데밀 상
- 로버트 미첨 수상

### 작품상-드라마
- 벅시 - 베리 레빈슨 수상
- 사랑과 추억 - 바브라 스트라이샌드
- 양들의 침묵 - 조나단 드미
- 델마와 루이스 - 리들리 스콧
- JFK - 올리버 스톤

### 여우주연상-드라마
- 양들의 침묵 - 조디 포스터 수상
- 델마와 루이스 - 지나 데이비스
- 델마와 루이스 - 수잔 서랜든
- 벅시 - 아네트 베닝
- 넝쿨 장미 - 로라 던

### 남우주연상-드라마
- 사랑과 추억 - 닉 놀테 수상
- 양들의 침묵 - 안소니 홉킨스
- JFK - 케빈 코스트너
- 벅시 - 워런 비티
- 케이프 피어 - 로버트 드 니로

### 작품상-뮤지컬코미디
- 미녀와 야수 - 게리 트러스데일 수상
- 굿바이 뉴욕 굿모닝 내 사랑 - 론 언더우드
- 커미트먼트 - 앨런 파커
- 피셔 킹 - 테리 길리엄
- 프라이드 그린 토마토 - 존 애브넷

### 여우주연상-뮤지컬코미디
- 용사들을 위하여 - 베트 미들러 수상
- 프랭키와 자니 - 미셸 파이퍼
- 스위치 - 엘렌 바킨
- 아담스 패밀리 - 안젤리카 휴스턴
- 프라이드 그린 토마토 - 케시 베이츠

### 남우주연상-뮤지컬코미디
- 피셔 킹 - 로빈 윌리엄스 수상
- 피셔 킹 - 제프 브리지스
- 후크 - 더스틴 호프만
- 스포트라이트 - 케빈 클라인
- 굿바이 뉴욕 굿모닝 내 사랑 - 빌리 크리스탈

### 여우조연상
- 피셔 킹 - 메르세데스 룰 수상
- 케이프 피어 - 줄리엣 루이스
- 프라이드 그린 토마토 - 제시카 탠디
- 넝쿨 장미 - 다이안 래드
- 빌리 배스게이트 - 니콜 키드먼

### 남우조연상
- 굿바이 뉴욕 굿모닝 내 사랑 - 잭 팰런스 수상
- 내 노래를 들어라 - 네드 비티
- 바톤 핑크 - 존 굿맨
- 벅시 - 하비 케이틀
- 벅시 - 벤 킹슬리

### 외국어 영화상
- 유로파 유로파 - 아그네츠카 홀란드 수상

### 감독상
- JFK - 올리버 스톤 수상
- 벅시 - 베리 레빈슨
- 피셔 킹 - 테리 길리엄
- 양들의 침묵 - 조나단 드미
- 사랑과 추억 - 바브라 스트라이샌드

### 각본상
- 델마와 루이스 - 칼리 코우리 수상
- 벅시 - 제임스 토백
- 그랜드 캐년 - 로렌스 캐스단
- JFK - 올리버 스톤
- 양들의 침묵 - 테드 털리

### 음악상
- 미녀와 야수 - 앨런 멘켄 수상

### 주제가상
- 미녀와 야수 - 앨런 멘켄 수상

## 같이 보기
- 제64회 아카데미상
- 제12회 골든 래즈베리상
- 제45회 영국 아카데미 영화상